# Спас (срібна монета)
«Спас» — пам'ятна срібна монета номіналом 10 гривень, випущена Національним банком України, присвячена одному із значних свят православ'я — святу Спаса (Преображення Господнього), під час якого відбувається освячення винограду, яблук, меду тощо.
Монету введено в обіг 28 липня 2010 року. Вона належить до серії «Обрядові свята України».

## Опис монети та характеристики
| Номінал грн. | Метал            | Маса, г      | Діаметр, мм | Якість виготовлення | Гурт                           | Тираж, штук |
| ------------ | ---------------- | ------------ | ----------- | ------------------- | ------------------------------ | ----------- |
| 10           | срібло 925 проби | 31,1 / 33,62 | 38,6        | пруф                | гладкий із заглибленим написом | 10 000      |

### Аверс
На аверсі монети угорі зображено малий Державний Герб України та напис півколом — «НАЦІОНАЛЬНИЙ БАНК УКРАЇНИ», у центрі композицію, що символізує свято Спаса — рамка з медовими стільниками в обрамленні букета-оберега, над якою соняшник, ліворуч і праворуч стилізовані роги достатку, наповнені яблуками, грушами, виноградом тощо та розміщено написи: «10/ГРИВЕНЬ/2010».

### Реверс

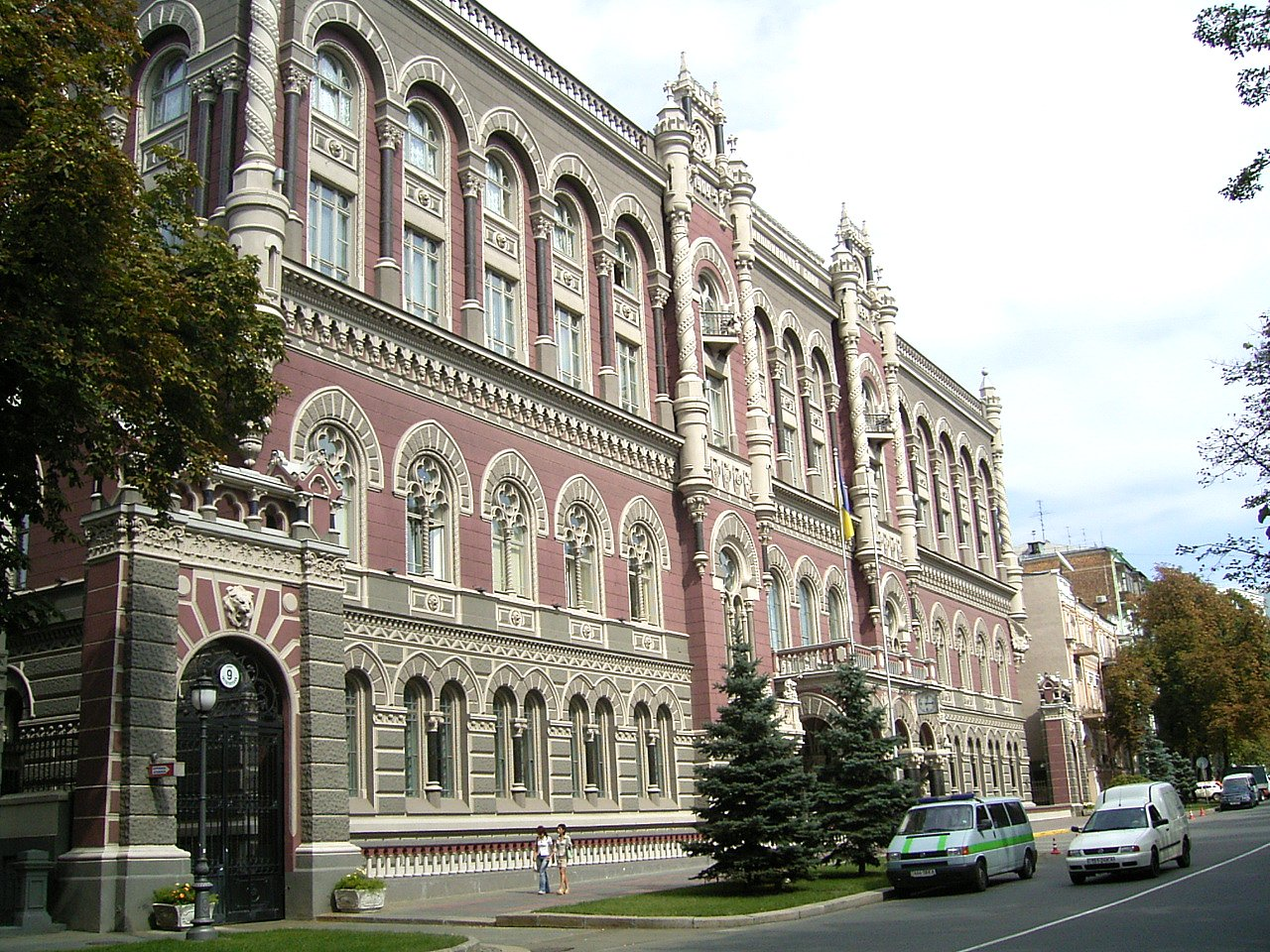
Будівля Національного банку України

На реверсі монети зображено багатофігурну композицію приготування селянами до дійства освячення дарів природи, унизу — вулик, угорі — «Преображення Господнє» та півколом напис: «СВЯТО СПАСА».

## Автори
- Художник — Кочубей Микола.
- Скульптори: Дем'яненко Володимир, Дем'яненко Анатолій.

## Вартість монети
Ціна монети — 575 гривень була вказана на сайті Національного банку України в 2012 році.
Фактична приблизна вартість монети з роками змінювалася так:
| Рік        | 2011 | 2012 | 2013 | 2014 | 2015 | 2016 | 2017  | 2018 | 2019 | 2020 | 2021  | 2022  | 2023  | 2024  | 2025  |
| ---------- | ---- | ---- | ---- | ---- | ---- | ---- | ----- | ---- | ---- | ---- | ----- | ----- | ----- | ----- | ----- |
| Ціна, грн. | 450  | 600  | 600  | 670  | 990  | 860  | 1 000 | 900  | 830  | 780  | 1 200 | 1 450 | 2 000 | 3 000 | 3 200 |